# Uuno Kailas
Uuno Kailas (n. 29 martie 1901 - d. 22 martie 1933) a fost un scriitor și traducător finlandez.
A aparținut grupării literare Tulenkantajat.
A scris o lirică expresionistă pe tema destinului uman, nostalgiei metafizice și morții.

## Scrieri
- 1925: Marinarii ("Purjehtijat")
- 1926: Față în față ("Silmästä silmään")
- 1928: Cu picioarele goale ("Paljain jaloin").